# Forêt de Blanchefort
Pour les articles homonymes, voir Blanchefort.
La Forêt de Blanchefort est située sur la commune de  Lagraulière, en Corrèze. Il s'agit d'un espace boisé essentiellement de charmes et de chênes. Cette forêt est connue pour son mythe et sa fontaine à l'eau guérisseuse. Ses chemins sont arpentés tout au long de l'année par les promeneurs et les croyants.

## Caractéristiques

### Aménagements
En 2014, un chemin communal laissé en friche est rouvert et aménagé en un parcours pour promeneurs. 
Le parcours est composé de différentes stations qui informent sur l'histoire, la faune et la flore présente sur le lieu. 
Le sculpteur Marc Duquesnoy a été sollicité pour aménager 5 stations du parcours. On retrouve donc ses sculptures dans le paysage, au fil de la promenade. 

## Origine du nom
Le nom de "Blanchefort" renvoie au château où Blanche de Castille aurait séjourné.

## Légendes

### Légende de la Forêt de Blanchefort
Dans des temps très anciens, lors d'une tempête, un inconnu aurait été accueilli par une pauvre vieille femme rejetée par les habitants de la cité de Blanchefort et vivant à l'écart. L'homme assura la protection de la vieille dame alors que la cité fut engloutie. Une fontaine, dite "La Fontaine de l'ermite" marque l'emplacement de la cabane de la vieille femme. Une pierre faisant face à la fontaine illustre aussi le mythe : une chèvre aurait été frappée par un éclair et transformée en pierre.

### Fontaine de l'ermite
La fontaine de l'ermite est un lieu de recueillement où les passants jettent une pièce en faisant un vœu. Depuis longtemps, des vêtements de malade sont déposés sur l'autel qui culmine la fontaine. Une croix chrétienne est gravée dans la pierre qui constitue la structure du bassin.